# 1928 en Palestine mandataire
Chronologie de la Palestine
- 1924
- 1925
- 1926
- 1927
- 1928
- 1929
- 1930
- 1931
- 1932

Cette page concerne les évènements survenus en 1928 en Palestine mandataire :

## Évènements
- 20 février : Le premier traité anglo-tranjordanien est conclu : l'émirat de  transjordanien devient nominalement indépendant, tandis que la Grande-Bretagne conserve un certain contrôle sur les affaires étrangères, les forces armées, les communications et les finances de l'État. Le traité ne répond pas aux demandes de la Transjordanie, qui souhaite un État pleinement souverain et indépendant.
- 20 juin : Septième congrès arabe palestinien.
- 25 juillet : Le premier congrès national transjordanien se tient à Amman et appelle à la création d'un État indépendant et à la protection des droits du peuple.
- 24 septembre : Incident au mur des lamentations : la police britannique a recours à la force pour enlever un paravent utilisé pour séparer les hommes et les femmes lors de la prière. Les femmes qui tentent d'empêcher le démontage du paravent sont battues par la police, qui se sert de morceaux du cadre en bois brisé comme de matraques. Cet incident suscite la crainte des musulmans de voir les Juifs prendre possession de la mosquée al-Aqsa et déclenche des violences intercommunautaires qui s'étendent ensuite à toute la Palestine mandataire.
- 6 décembre : Sir John Chancellor prend ses fonctions de Haut Commissaire de Palestine.

## Création
- 4 décembre : Fondation du kibboutz Beit HaShita.

## Sport
- Saison 1927-1928 en Palestine mandataire (en) (football)
- Saison 1928-1929 en Palestine mandataire (en) (football)
- Coupe de Palestine de football 1928 (football)

## Naissances
- 14 février :Avner Treinin (en), poète et chimiste israélien (mort en 2011).
- 26 février : Ariel Sharon, premier-ministre d'Israël.
- 4 avril : Eli Zeira, général israélien, commandant du Directorat du renseignement militaire de Tsahal.
- 18 avril : Benny Peled, militaire israélien (mort en 2002).
- 9 mai : Didi Menosi (en), écrivain, journaliste et poète israélien (mort en 2013).